# Jamnik
Jamnik je priimek v Sloveniji, ki ga je po podatkih Statističnega urada Republike Slovenije na dan 1. januarja 2010 uporabljalo 1139 oseb.

## Znani nosilci priimka
- Alojzij Jamnik (1888—1966), kmetijski strokovnjak, publicist, pedagog in politik
- Ana Kavčnik Jamnik (*1992), kiparka ...
- Andrej Jamnik (*1961), kemik
- Anton Jamnik (1862—1942), ljudski oblikovalec, fotograf, izumitelj, izdelovalec glasbil in glasbenik
- Anton Jamnik (*1961), teolog, filozof, pomožni škof
- Borut Jamnik, finačnik, zavarovalničar ...
- Brigita Jamnik (*1966), hidrologinja, direktorica VO-KA Ljubljana
- Darko (Davorin) Jamnik (1925—2020), fizik (IJS), univ. profesor
- France Jamnik (1921—1992), gledališki režiser, profesor za gled. igro na AGRFT
- Gregor Jamnik (*1974), hotelir, gostinski delavec (predsednik Združenja hotelirjev Slovenije)
- Ivanka Jamnik (1847—1884), gledališka igralka
- Jan Jamnik (*1996), atlet
- Janko Jamnik (1964—2014), kemijski fizik, direktor Kemijskega inštituta
- Jasmina Jamnik (*1982), TV-voditeljica
- Jaša Jamnik (*1964), režiser, igralec, scenarist
- Karel Jamnik (1891—1949), duhovnik, dekan, upravitelj reške škofije
- Ludvik (Ljubo) Jamnik, podjetnik
- Luka Jamnik (1647—1698), jezuit, šolnik, gledališčnik
- Luka Jamnik (*1982), elektronski glasbenik, skladatelj (Laibach...)
- Marko Jamnik (*1963), fotograf; pivovar=?
- Mateja Jamnik (*1973), informatičarka, univ. prof. (Cambridge)
- Mirko Jamnik (1918—1987), ekonomist, univ. prof.
- Pavel Jamnik (*1964), kriminalist, jamar in ljubiteljski arheolog, član komisije RS za prikrita grobišča
- Polona Jamnik, redna univ. prof. za biotehnologijo BF - Oddelek za živilstvo
- Rajko Jamnik (1924—1983), matematik, univ. prof.
- Robi Jamnik, programski direktor festivala Jazz Ravne
- Tatjana Jamnik (*1976), pesnica, pisateljica, prevajalka, urednica, založnica ...
- Tilka Jamnik (*1952), bibliotekarka
- Tomaž Jamnik - Mišo (*1947), alpinist
- Vid Jamnik (*1994), jazz-glasbenik vibrafonist